# Luka (Bor)
Pour les articles homonymes, voir Luka.
Luka (en serbe cyrillique : Лука) est un village de Serbie situé dans la municipalité de Bor, district de Bor. Au recensement de 2011, il comptait 512 habitants.

## Démographie

### Évolution historique de la population
| 1948  | 1953  | 1961  | 1971 | 1981 | 1991 | 2002 | 2011 |
| ----- | ----- | ----- | ---- | ---- | ---- | ---- | ---- |
| 1 082 | 1 093 | 1 022 | 936  | 849  | 702  | 612  | 512  |

|  |